# Miloš Adamović
Miloš Adamović (cirill betűkkel: Mилoш Aдaмoвић ; Belgrád, 1988. június 19. –) szerb labdarúgó, jelenleg a Javor Ivanjica játékosa.

## Sikerei, díjai
OFK Beograd:
- Szerb labdarúgó-bajnokság bronzérmes: 2009–10